# Lorenzo Milá Mencos
Lorenzo Milá Mencos (Esplugues de Llobregat, 8 d'octubre de 1960) és un periodista català.

## Biografia

### Família
Fill de José Luis Milá Sagnier (1918-2012), II comte de Montseny i de Mercè Mencos i Bosch (1926-2019), Lorenzo Milá és germà de la també periodista Mercedes Milá (1951), Clementina (1953), Reyes (1954), José María (1956) i Inés (1966). En 1998 es va casar amb la també periodista Sagrario Ruiz de Apodaca, amb qui té tres fills anomenats Bruno, Nicolás i Alejandro. Es va llicenciar en Periodisme a la Universitat Autònoma de Barcelona.

### Trajectòria
En 1983 va començar la seva trajectòria professional en el periodisme esportiu, com a redactor en el diari Sport. Tres anys després va començar a col·laborar a TVE, en programes com El temps és or, Joc de nens i Plató buit.
El 1988 es va traslladar a Londres per treballar en l'actual Eurosport, aleshores ScreenSport. En 1989 va tornar a TVE, on va exercir funcions de redactor en l'àmbit esportiu fins a 1994. Durant aquests quatre anys va treballar al centre territorial de Sant Cugat del Vallès, compaginant-ho amb la presentació del programa de debat Al Gra (1994). En 1994 es va traslladar a Madrid per incorporar-se al nounat informatiu nocturn de la 2 Notícies, com a redactor i presentador fins a setembre de 2003. En aquest període, el noticiari, conegut per ser menys institucional que la majoria a Espanya i amb un estil molt personal, va rebre nombrosos premis. El va substituir en la presentació Fran Llorente, que era ja una cara coneguda a l'espai, a més del seu director, i que acabaria sent director dels serveis informatius de l'ens públic entre 2004 i 2012. A més, en 1999, va presentar l'espai de reportatges En clau actual, dirigit per Pedro Erquicia.
Entre setembre de 2003 i setembre de 2004 va ser corresponsal adjunt en la delegació de TVE a Washington, on la seva dona havia estat nomenada corresponsal principal. Va ser llavors quan Carmen Caffarel, directora general de TVE, li va oferir el lloc de presentador del Telenotícies nocturn de la 1. El presentador de Tinc una pregunta per a vostè tornaria a la capital dels Estats Units en 2009, aquesta vegada com a corresponsal principal, i en 2014 realitzaria aquesta tasca des de Roma.

## Premis i nominacions
| Premi       | Any  | Categoria                            | Programa      | Resultat  |
| ----------- | ---- | ------------------------------------ | ------------- | --------- |
| Antena d'Or | 1997 | Televisió                            | La 2 notícies | Guanyador |
| Premi ATV   | 2008 | Presentador de Programes Informatius | Telenotícies  | Guanyador |
| Premi ATV   | 2005 | Comunicador de Programes Informatius | Telenotícies  | Nominat   |
| Premi ATV   | 2004 | Comunicador de Programes Informatius | Telenotícies  | Nominat   |
| Premi ATV   | 2002 | Comunicador de Programes Informatius | La 2 notícies | Guanyador |
| TP d'Or     | 2008 | Millor Presentador d'Informatius     | Telenotícies  | Nominat   |
| TP d'Or     | 2007 | Millor Presentador d'Informatius     | Telenotícies  | Nominat   |
| TP d'Or     | 2006 | Millor Presentador d'Informatius     | Telenotícies  | Nominat   |
| TP d'Or     | 2005 | Millor Presentador d'Informatius     | Telenotícies  | Nominat   |
| TP d'Or     | 2004 | Millor Presentador d'Informatius     | Telenotícies  | Nominat   |
| TP d'Or     | 1997 | Millor Presentador                   | La 2 notícies | Nominat   |
| TP d'Or     | 1996 | Millor Presentador                   | La 2 notícies | Nominat   |